# كارل يوهان برنهارد كارستن
كارل يوهان برنهارد كارستن (بالألمانية: Carl Karsten)‏ هو خبير بالمعادن ألماني، ولد في 26 نوفمبر 1782 في بوتسو في ألمانيا، وتوفي في 22 أغسطس 1853 في Schöneberg ‏ في ألمانيا.